# Peña Sport Fútbol Club
La Peña Sport Fútbol Club és un club de futbol navarrès de la ciutat de Tafalla.

## Història
La Peña Sport va ser fundada l'any 1925 com a resultat de la unió de diversos clubs esportius de la ciutat de Tafalla. El seu estadi, San Francisco, va ser inaugurat el 26 de març de 1951, amb un partit enfront l'Athletic Club de Telmo Zarra.

## Dades del club
- Temporades a Segona divisió B espanyola: 4
- Temporades a Tercera divisió espanyola: 30
- Millor posició a la lliga: 14 (Segona B 2002/2003)
- Pitjor posició a la lliga: 20 (Segona B 2004/2005)